# 武汉软件工程职业学院
武汉软件工程职业学院是武汉市市属的一所高职院校，同时也是“国家骨干高职院校立项建设单位”、“全国示范性软件职业技术学院”、高职高专人才培养工作水平评估“优秀”院校。
学校地处“国家自主创新示范区”——武汉市东湖高新技术开发区。

## 历史沿革
2001年 武汉市成人教育学院、武汉第一师范学校、武汉经贸科技学校与武汉物质储备职工中专合并升格为汉口职业技术学院。
2004年 汉口职业技术学院与武汉广播电视大学合并升格为武汉软件职业学院（武汉广播电视大学是1979年创建的44所省级广播电视大学之一）。
2002年 武汉纺织学校、武汉化工学校与武汉交通学校（部分）合并升格为武汉工交职业学院。
2007年 武汉软件职业学院与武汉工交职业学院合并升格为武汉软件工程职业学院（原武汉广播电视大学称为汉口校区，两校区属于“一套班子，两块牌子”）。
2019年，被教育部认定为国家优质专科高等职业院校。
2021年，通过教育部职业教育与成人教育司组织的现代学徒制第三批试点验收。

## 院系设置
学校由十三个院系部组成，具体如下：
- 计算机学院
- 机械工程学院
- 电子工程学院
- 汽车工程学院
- 商学院
- 人文学院（思政课部）
- 艺术设计学院
- 环境与生化工程学院
- 开放教育学院(电大教学处)
- 体育工作部
- 继续教育学院
- 创业学院
- 马克思主义学院

## 事件
- 2019新型冠状病毒疫情发作后，2020年2月8日武漢軟件工程職業學院在官網宣布有學生宿舍被臨時徵用作疫情防控工作用途。《環球時報》及《新京報》報道，2月9日，一段懷疑宿舍改造片段顯示工作人員隨意丟棄學生物品，網絡上亦曝光學生私人物品被隨意棄置及堆積，令學生不滿及網民質疑學校侵犯學生私有財產。[2][3]翌日，學校發聲明致歉，指宿舍改造過程中通宵加班，保證宿舍按時交付，惟「確實出現個別人員為趕進度，整理不細緻、處理不當」，承諾開學後將「在核實的基礎上予以賠償（補償）」。[4]

## 资料来源
1. ↑  .   [2011-11-21]. （原始内容存档于2011-11-03）.
2. ↑  . finance.sina.com.cn. 2020-02-10  [2020-02-10]. （原始内容存档于2020-02-17）.
3. ↑  . www.bjnews.com.cn.   [2020-02-10]. （原始内容存档于2020-02-17）.
4. ↑  . www.bjnews.com.cn.   [2020-02-10]. （原始内容存档于2020-02-17）.